# Heiteren
Heiteren es una localidad y comuna francesa, situada en el departamento de Alto Rin, en la región de Alsacia.

## Demografía
| 505 | 529 | 578 | 574 | 541 | 785 |
| Para los censos de 1962 a 1999 la población legal corresponde a la población sin duplicidades (Fuente: INSEE [Consultar]) |     |     |     |     |     |

## Personajes célebres
- Camille Alfred Pabst, (1828 – 1898) abogado y pintor costumbrista.